# 베를린 하케셔 마르크트역
베를린 하케셔 마르크트역(Bahnhof Berlin Hackescher Markt)은 베를린 미테구 미테에 위치한 베를린 S반의 철도역이다. 1882년 개업 당시에는 증권거래소역(Haltestelle Börse)으로 개업했으며, 1951년에는 마르크스엥겔스플라츠역(Marx-Engels-Platz), 1992년에 현재의 역명으로 개칭되었다. 역 일대를 지나는 도심선 고가교는 벽돌벽으로 마감되어 있으며, 역 남쪽으로는 헨리에테헤르츠플라츠(Henriette-Herz-Platz), 북쪽으로는 암 츠비른그라벤(Am Zwirngraben) 및 노이에 프로메나데(Neue Promenade)와 인접해 있다. 역의 이름이 된 하케셔마르크트 시장은 역 북쪽에 위치해 있다.

## 건축
역 건설 양식은 이탈리아 르네상스식을 모방한 역사주의식으로 건설되어 있으며, S반 섬식 승강장만 설치되어 있다. 승강장 길이는 162 m이며, 이 중 104 m는 역 건물 내부에 속해 있다. 건물 바깥에 있는 승강장 서쪽은 지붕으로 덮여 있다. 대합실 파사드는 붉은 벽돌로 마감되어 있으며, 일대의 도심선 고가교와 비슷한 느낌을 준다. 역 천장부를 통해서 승강장 내부로 자연 채광이 가능하다. 장거리선은 역 건물 남쪽으로 진행한다.
승강장 양쪽 끝으로 내려가는 계단이 있으며, 도심선 고가교 아래쪽에서 지상 출구가 연결된다. 서쪽 출입구에는 엘리베이터가 설치되어 있다. 역 아래의 고가교에는 여러 식당이 입주해 있다. 2011년부터 도이체 반의 서비스스토어가 매표소 역할을 담당한다.

## 역사
역사 설계는 건축 설계 공모전에서 우승한 요하네스 폴머(Johannes Vollmer)가 담당했으며, 1880년부터 1882년까지 건설되었다. 그는 베를린 프리드리히슈트라세역의 설계도 담당했다. 슈프레강 둔치의 베를린 증권거래소(Börse Berlin)에 인접해 있었기 때문에 증권거래소(Börse)역으로 개업했다. 건설 초기에는 하부 구조물이 건설되었고 이후에 상부 구조물이 건설되었다. 그 후에 역사가 건설되었다. 역 건설 부지가 과거 밧줄 공장 부지였고 지반 높이가 일정하지 않았기 때문에 건설에 어려움이 있었다. 따라서 구간별로 지지하는 말뚝의 높이가 달라져야 했다.

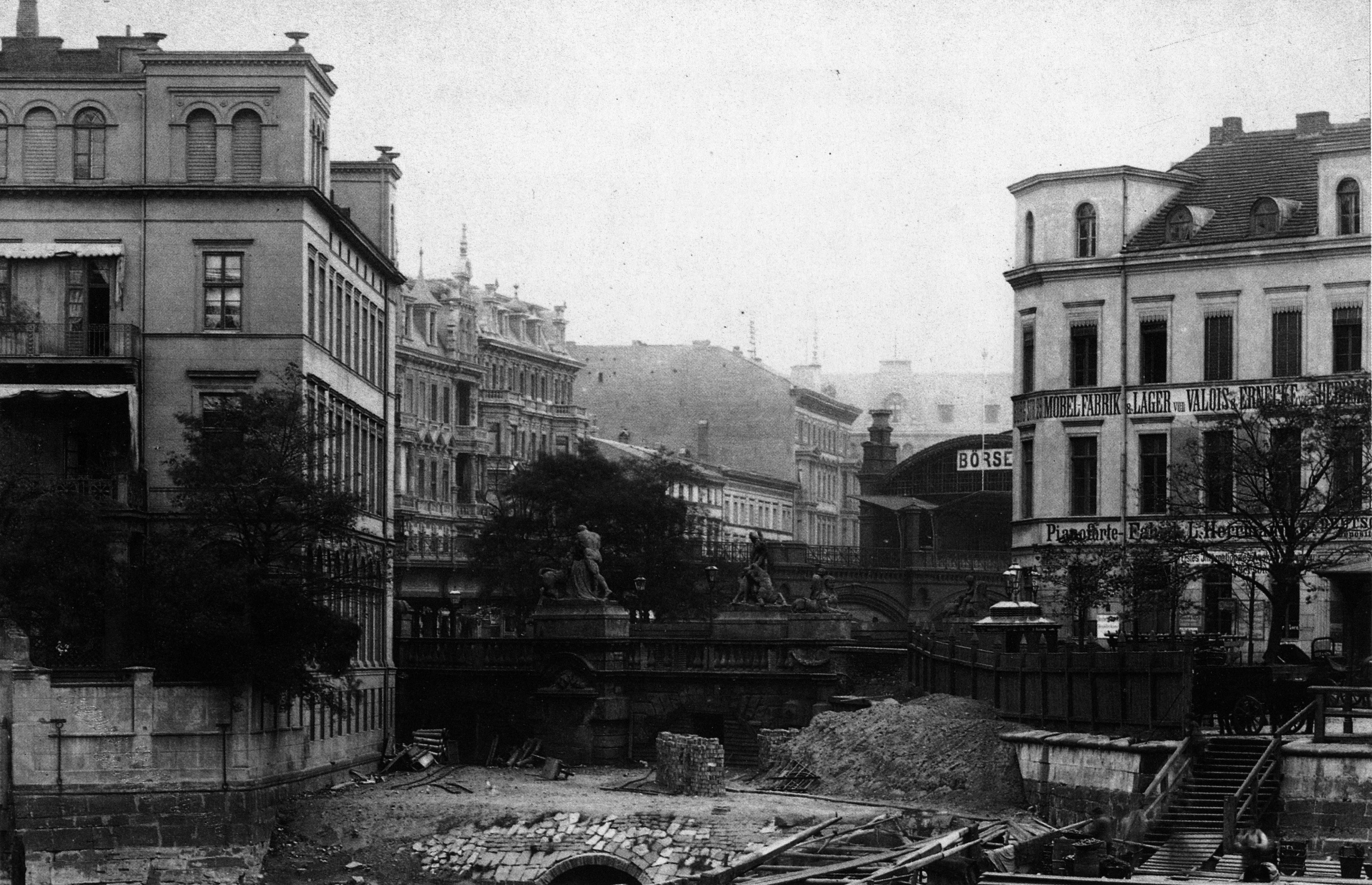
1882년 개통 당시 증권거래소역

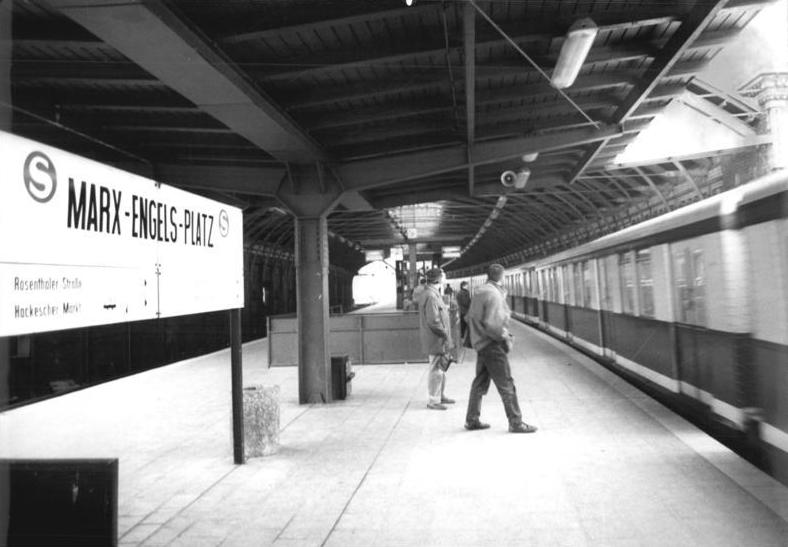
개보수공사 이후 마르크스엥겔스플라츠역, 1991년

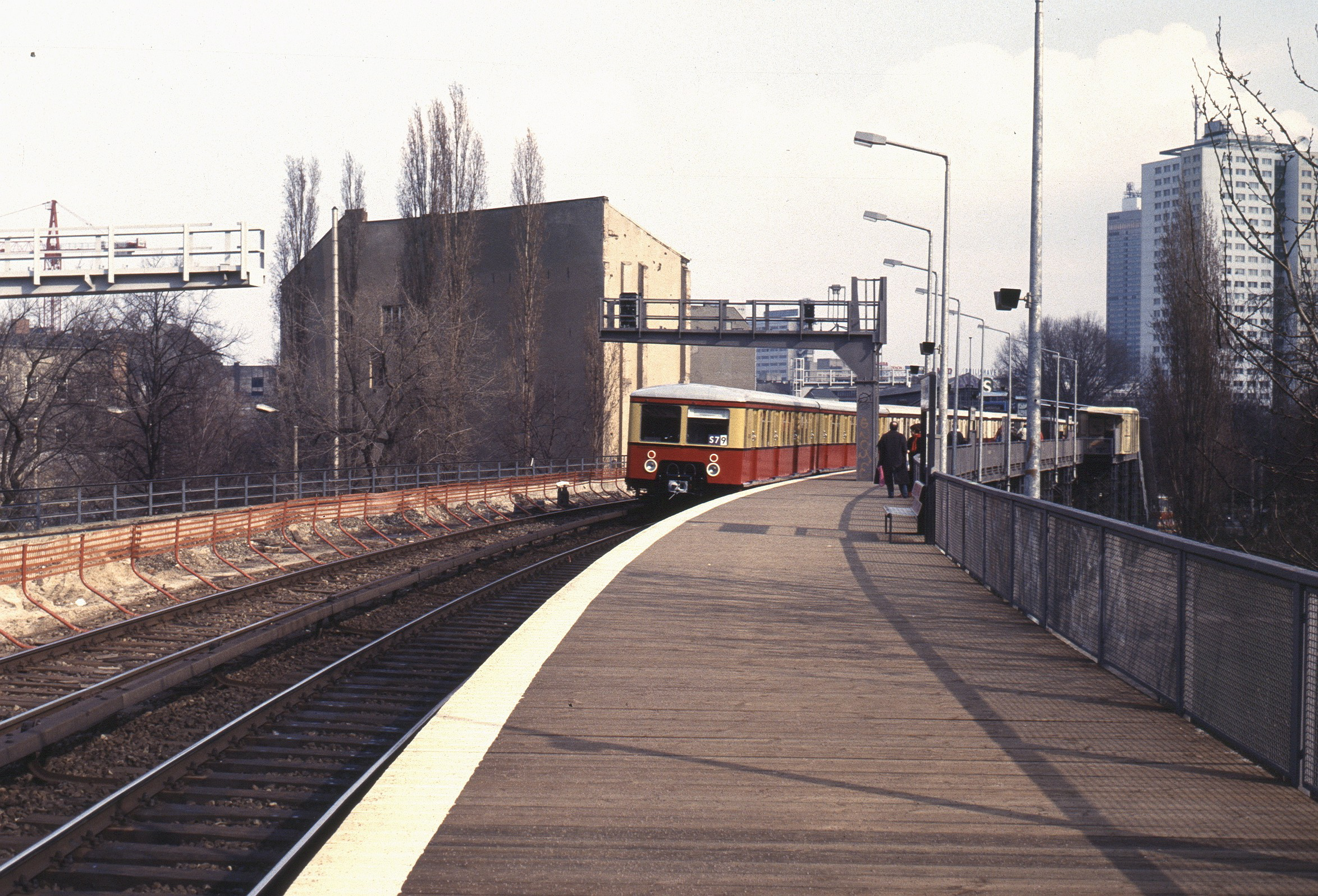
장거리선에 설치된 임시 승강장, 1995년

1882년 2월 6일 황제 빌헬름 1세와 프로이센 공공사업부 장관 알베르트 마이바흐(Albert Maybach)가 참가한 개통식이 열렸다. 개통식 다음 날부터 증권거래소역이 영업을 시작했다. 이 역에서는 도심선과 순환선 열차만 취급했고, 연선상의 다른 역과 비슷한 시설이 설치되어 있었다. 1903년에는 승강장 높이가 23 cm에서 76 cm로 높아졌다.
원래 계획은 철제 지붕을 사용하는 것이었다. 당시 사용했던 증기 기관차의 연료로 코크스탄을 사용했기 때문에 천장의 부식이 발생하여 1920년대에 천장 구조물을 교체해야 했다. 이 과정에서 나무 지붕으로 대체되었다. 동시에 도심선 고가교의 강화 및 보수 공사가 진행되었고, 이를 통해서 운행 가능한 축중을 개선했다. 증권거래소역부터 슈프레강까지의 구간은 강화 공사에서 제외되었다. 도심선 전철화 이후 증기 기관차로 인한 매연 발생이 감소했다. 1928년 6월 11일에 첫 전동차가 운행했고, 전동차 운행을 위해서 승강장이 서쪽으로 연장되었고 96 cm로 높아졌다. 역 근처에는 변전소가 설치되었다. 전기 철도로의 대체에는 약 9개월이 걸렸고 1929년 3월에는 증기 기관차가 도심선 정규 운행에서 제외되었다.
1937년 공개된 세계수도 게르마니아 계획에서는 도심선을 장거리선으로 활용할 예정이었다. 총 4개의 선로 중 내선 복선은 S반, 외선 복선은 장거리 S반이 사용할 예정이었으며, 이를 제외한 역사 자체의 변경안은 알려지지 않았다. 제2차 세계 대전이 진행되면서 도심선과 역도 피해를 입었다. 종전 직전에 S반 영업이 중단되었고, 1945년 11월 복구 공사를 거친 후에 운행을 시작할 수 있었다. 변전소 시설은 1953년 여름에 소련에 전쟁 배상으로 징발되었다.
1951년 5월 1일 마르크스엥겔스플라츠역(Marx-Engels-Platz)으로 개명되었다. 역명을 따 온 광장은 베를린성 철거 작업 이후 조성되었고, 이 역에서 약 600 m 떨어져 있는 슈프레 하중도에 있었다. 개명 이후 역사 내벽이 잠시 동안 붉은색으로 칠해진 적이 있었다.
1974년에 S반 역사가 건축유산으로 지정되었다. 1986년에는 베를린 750주년 기념을 위해서 과거 형태로 복원되었다. 이 과정에서 붉은색 내벽이 다시 제거되었다. 파사드와 선하역사 복원을 위해서 벽돌이 새로 제작되었다. 공사 중에는 S반 열차가 승강장 건물 밖에 있는 장거리선 승강장에 임시로 정차했다. 복구 공사를 결정하면서 S반역과 슈프레강 사이를 연결하는 다리의 일부분은 VEB Brückenbau Dresden에서 개보수공사를 담당했다. 미리 제작된 플라스틱 구조물을 교각 아래로 집어넣고 외벽은 콘크리트로 마감했다.
독일의 재통일 이후 역 개명에 대한 논의가 시작되었다. 동독 시기의 명칭이 정치적인 이유로 진행되었기 때문에, 당시 미테구 의회에서는 1991년에 증권거래소(Börse)역으로 복원하기를 결정했으나, 베를린 시의회에서는 하케셔 마르크트라는 명칭으로 결정했다. 1992년 5월 31일에 역명 개칭이 발효되었다. 근처에 있었던 베를린 노면전차 정거장은 이미 개명되어 있었고, 명칭을 통일하여 환승 안내를 쉽게 할 수 있었다.
개명 2년 후 도이체 반에서는 도심선의 개보수공사를 시작했다. 장거리 열차는 운행을 중단했고 1994년 10월 17일부터 S반 운행이 장거리선으로 우회되어 일부 역에만 정차했다. 당시 노면전차와 S반 노선간의 환승 결절점이었기 때문에 승객 협회 IGEB의 요구에 따라서 동행 장거리선에 임시 승강장을 설치했다. S반 역사 자체의 개보수공사는 소규모로 진행되었으며, 승강장 재설치, 점자 블록 및 엘리베이터 설치가 진행되었다. 1996년 10월 21일에 S반 역사의 영업이 재개되었고, S반 운행 역시 기존 S반선으로 복구되었다.

## 인접 정차역
베를린 노면전차 M1, M4, M5, M6번과 환승할 수 있다.
| 베를린 S반                             | 베를린 S반 | 베를린 S반                                  |
| -------------------------------------- | ---------- | ------------------------------------------- |
| 프리드리히슈트라세 슈판다우 방면       | S3         | 알렉산더플라츠 에르크너 방면                |
| 프리드리히슈트라세 베스트크로이츠 방면 | S5         | 알렉산더플라츠 슈트라우스베르크 노르트 방면 |
| 프리드리히슈트라세 포츠담 방면         | S7         | 알렉산더플라츠 아렌스펠데 방면              |
| 프리드리히슈트라세 슈판다우 방면       | S9         | 알렉산더플라츠 BER 공항 방면                |

## 참고 문헌
- Berliner S-Bahn-Museum, 편집. (2002). 《Die Stadtbahn. Ein Viadukt mitten durch Berlin. Baugeschichte von 1875 bis heute》. Berlin: GVE. ISBN 3-89218-046-6.
- Hans-Günter Hallfahrt (1993). 《Der S-Bahnhof Hackescher Markt, ehemals Haltestelle Börse der Berliner Stadtbahn. Geschichte, Rekonstruktion und Restaurierung》. Gebaute Vergangenheit heute. Berichte aus der Denkmalpflege. München: Verlag für Bauwesen. 185–200쪽.
- Wolfgang Kramer, Jürgen Meyer-Kronthaler (1998). 《Berlins S-Bahnhöfe. Ein dreiviertel Jahrhundert》. Berlin: be.bra. ISBN 3-930863-25-1.
- Bernhard Strowitzki (2004). 《S-Bahn Berlin. Geschichte(n) für unterwegs》 2.판. Berlin: GVE. ISBN 3-89218-073-3.